# Ancylolomia auripaleella
Ancylolomia auripaleella là một loài bướm đêm trong họ Crambidae.